# Niecierpek pospolity
Niecierpek pospolity (Impatiens noli-tangere) – gatunek roślin należący do rodziny niecierpkowatych. Występuje w stanie dzikim w Azji, Ameryce Północnej i prawie całej Europie. W Polsce dość pospolity z wyjątkiem wyższych partii gór. Rośnie w lasach w miejscach wilgotnych. Jest to roślina jednoroczna, której nasiona rozsiewane są po wystrzeleniu ich przez silnie i nagle skręcające się ścianki owoców. Zwijają się one, gdy tylko dojrzeją, po dotknięciu lub potrząśnięciu. Dawniej roślina wykorzystywana była jako jadalna i lecznicza oraz służyła do farbowania włosów i wełny.

## Rozmieszczenie geograficzne
Zasięg gatunku obejmuje rozległe obszary Europy, Azji i Ameryki Północnej. Na kontynencie europejskim brak go na południowych i północnych krańcach, bardzo rzadki jest na Półwyspie Iberyjskim i w południowej Francji. Na Półwyspie Apenińskim rośnie w części środkowej (górskiej), brakuje go w południowej części Półwyspu Bałkańskiego oraz na nizinach między Morzem Czarnym i Kaspijskim. Izolowany obszar występowania obejmuje region Kaukazu. Na północy kontynentu występuje rzadko w Wielkiej Brytanii oraz w południowej części Półwyspu Skandynawskiego. Rośnie na obszarze od południowej Finlandii i Ukrainy na wschód zwężając obszar występowania we wschodniej Syberii. Na Dalekim Wschodzie Azji zasięg jest przerywany i obejmuje różne obszary Kamczatki, Japonii, Półwyspu Koreańskiego i przyległych obszarów Rosji oraz północnych Chin.
W Ameryce Północnej gatunek występuje w południowej części Alaski, we wschodniej Kanadzie oraz w północno-zachodnich stanach USA: Idaho, Oregonie i Waszyngtonie.
W Polsce gatunek jest rozpowszechniony niemal w całym kraju. Rzadziej spotykany jest w obszarach, gdzie brakuje odpowiednich siedlisk, np. na Nizinie Północnomazowieckiej i w Borach Tucholskich. Brakuje go w wyższych położeniach górskich.

## Morfologia

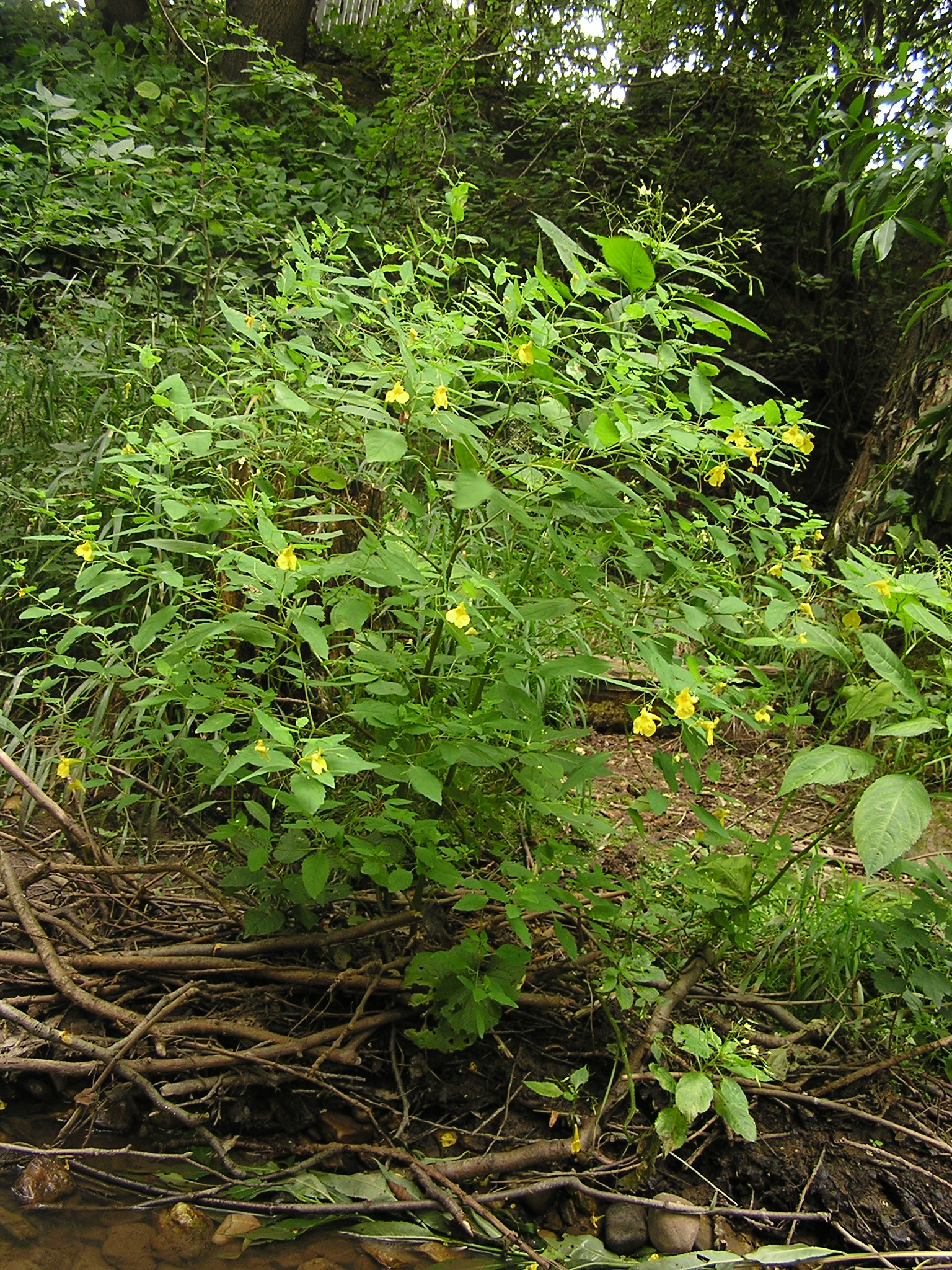
Pokrój rośliny kwitnącej

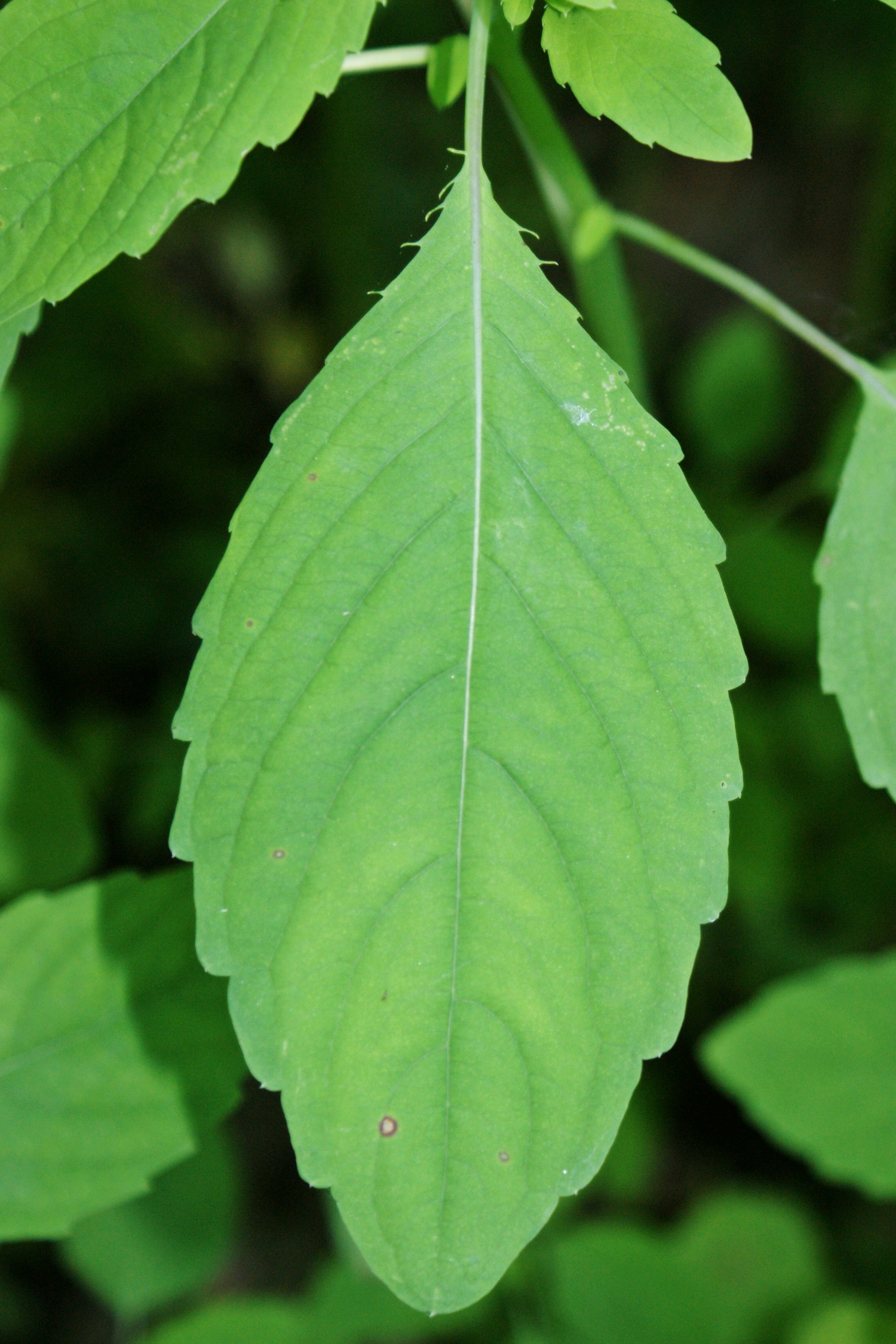
Liść
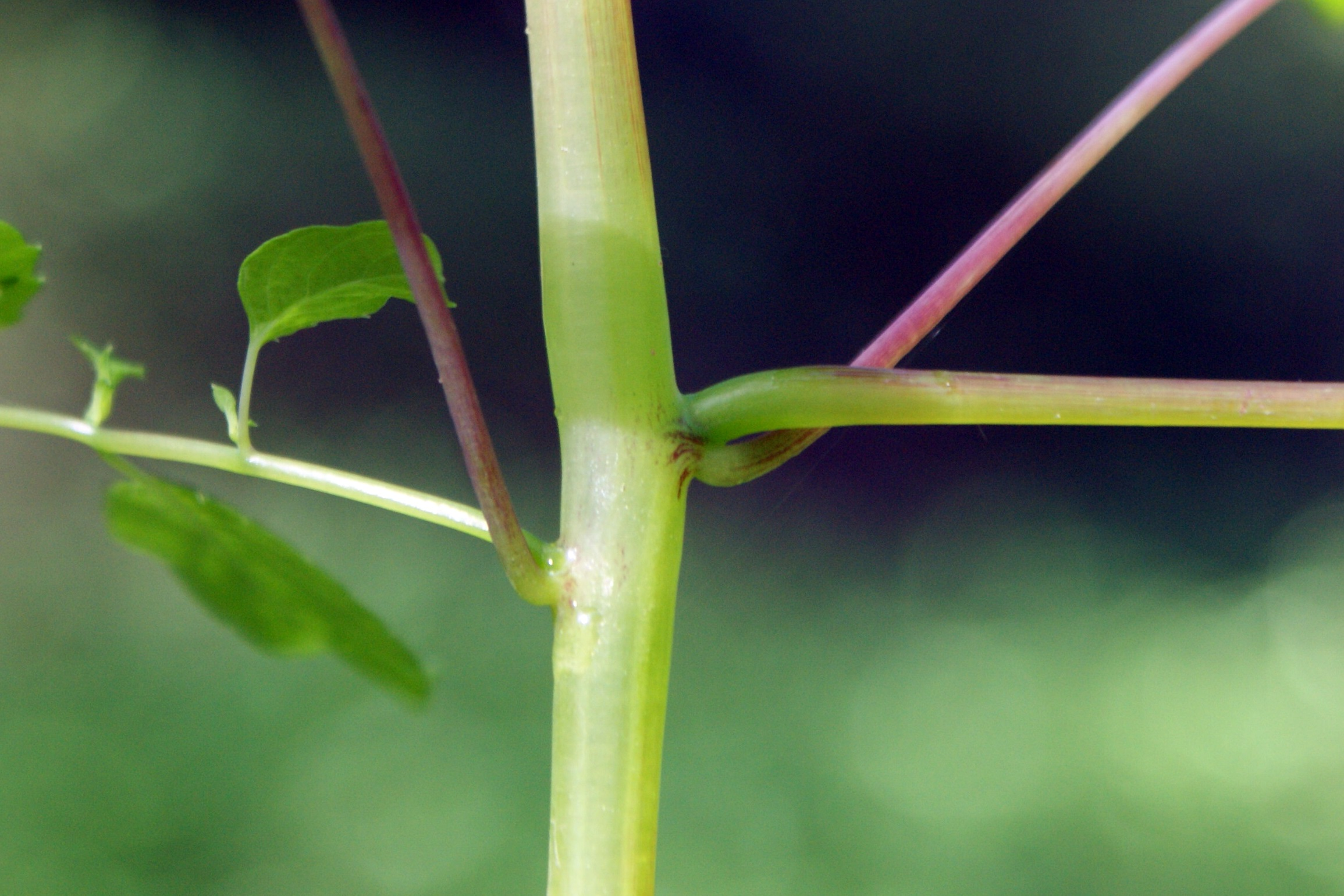
Mięsista łodyga i jej rozgałęzienia
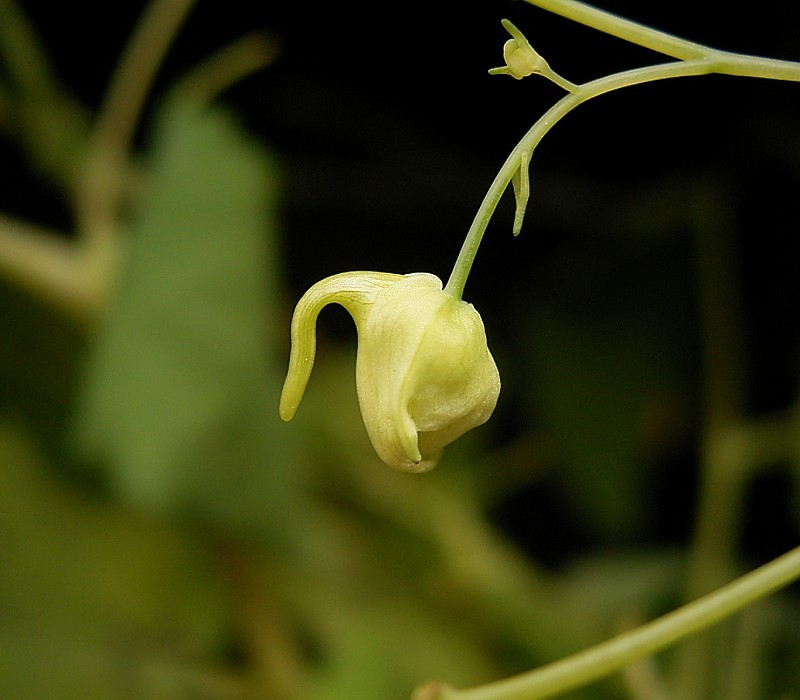
Pąk kwiatowy

PokrójNaga roślina jednoroczna osiągająca od 20 do 180 cm wysokości.
ŁodygaSzkliście prześwitująca, w węzłach zgrubiała, osiągająca do 2 cm średnicy. Żółtozielona i często czerwono nabiegła. U dołu jest bezlistna, a u góry rozgałęziona.
KorzenieSystem korzeniowy jest słabo rozwinięty i płytki. Korzenie są mięsiste, proste, rozrastają się maksymalnie tylko do 15 cm głębokości, a najczęściej tylko do 5 cm i sięgają zazwyczaj nie dalej jak 10 cm od nasady pędu. W dolnej części pędu wyrastają korzenie podporowe stabilizujące roślinę w pulchnej glebie.
LiściePoczątkowo naprzeciwległe, wyżej skrętoległe, osiągają do 10 cm długości. Ogonek liściowy osiąga 2–5 cm, ale górne liście mają ogonki krótsze lub są niemal siedzące. Kształt blaszki jajowato-eliptyczny lub jajowato-lancetowaty, u nasady blaszka zbiegająca, ucięta lub słabo sercowata, na szczycie tępa lub zaostrzona. Brzeg blaszki jest tępo piłkowany, z wcięciami do 3 mm. Po każdej stronie znajduje się 7–16 ząbków (rzadko do 20).
KwiatyZebrane po 2-4 w gronach wyrastających w kątach liści na szypułach długości 1–1,5 cm, poszczególne kwiaty na szypułkach 1,5–2 mm długości. Niektóre są klejstogamiczne (pozostają zamknięte i osiągają mniejsze wymiary). Normalnie rozwijające się kwiaty osiągają 2–3,5 cm długości. Korona jest cytrynowo- lub złotożółta, w gardzieli brązowoczerwono nakrapiana. Kwiaty są odwrócone o 180°, z 3 działkami kielicha (czasem 2 przednie widoczne jako drobne łuseczki) i 5 płatkami korony. Dolna działka kielicha okazała, trąbkowata i zakończona jest zagiętą na końcu o 90° ostrogą długości od 6 do 12 mm. Dwie pozostałe działki małe, żółtozielone i niepozorne. Korona kwiatu posiada pięć płatków – cztery zrośnięte parami po bokach i górny, kapturkowaty płatek wolny. Wewnątrz okwiatu znajduje się 5 krótkich, grubych i zrośniętych w górnej części pręcików otaczających pojedynczy słupek z pięciołatkowym, stożkowatym znamieniem. Zalążnia jest 5-komorowa, w każdej komorze znajduje się od 2 do wielu zalążków.
OwoceZwisające, lancetowate i nagie, pękające torebki o długości 15–25 mm, powstające z 5 zrośniętych owocolistków. Zawierają od 1 do 9 nasion, najczęściej 1 lub 2. Nasiona są jajowate, czterokanciaste, o długości 3,3 do 4,6 mm, szerokości 1,4–2,2 mm i do 1,5 mm grubości. Wzdłuż kantów biegną listewki o wysokości do 0,3 mm. W zależności od warunków i siły wzrostu na roślinach powstają zróżnicowane liczby owoców i nasion. W miejscach silnie zacienionych bywa, że nie rozwijają się one wcale lub rozwijają się tylko pojedynczo. Zazwyczaj w naturalnych warunkach powstaje kilka owoców z kilkoma nasionami.
Gatunki podobneBlisko spokrewniony niecierpek pomarańczowy różni się kwiatami pomarańczowymi i ostrogą zgiętą o 180°. Stosunkowo podobny do niecierpka pospolitego jest też niecierpek drobnokwiatowy (w Europie rozpowszechniony gatunek inwazyjny). Ma on jednak prostą ostrogę kwiatu, drobniejsze ząbkowanie liścia i największe górne liście (niecierpek pospolity i pomarańczowy mają górne liście zmniejszające się).

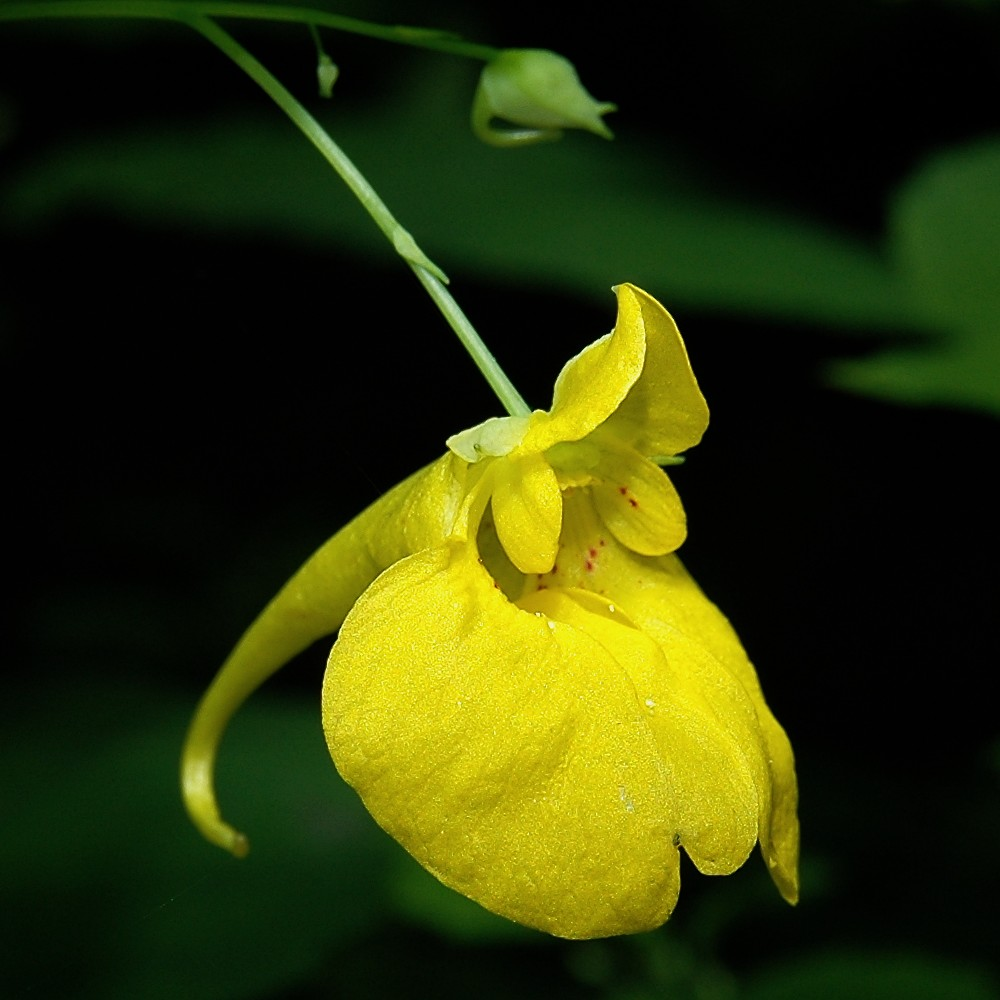
Kwiat
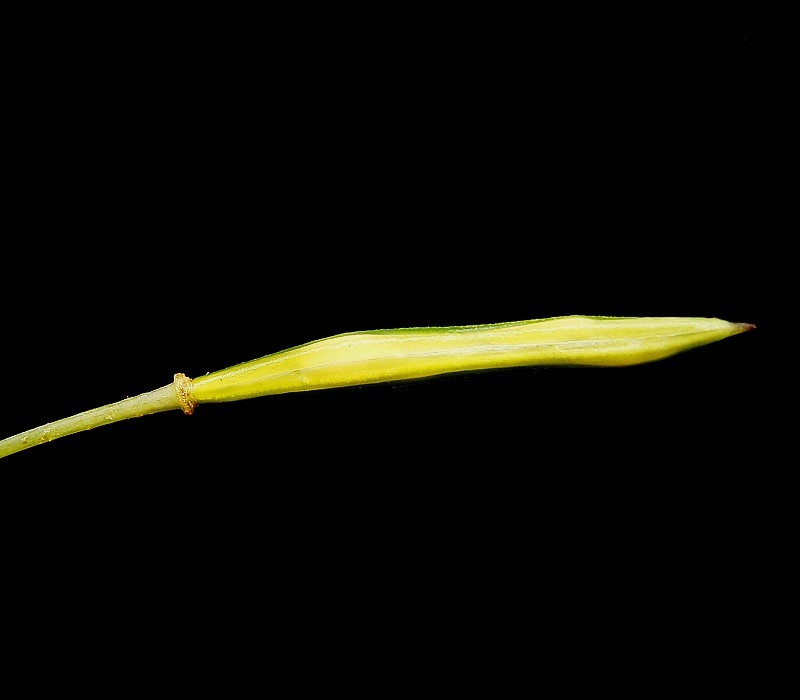
Owoc
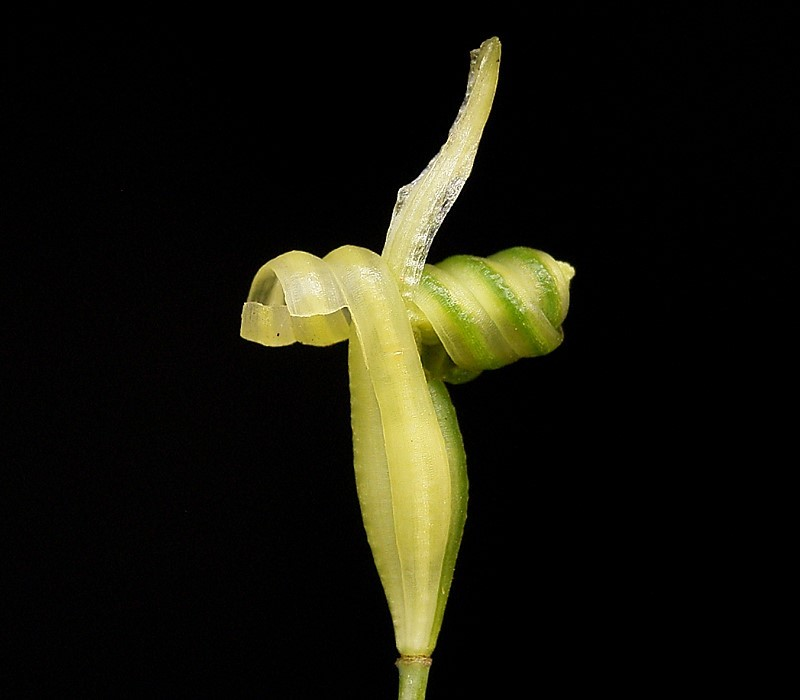
Owoc ze ściankami skręconymi po wystrzeleniu nasion

## Biologia

### Rozwój

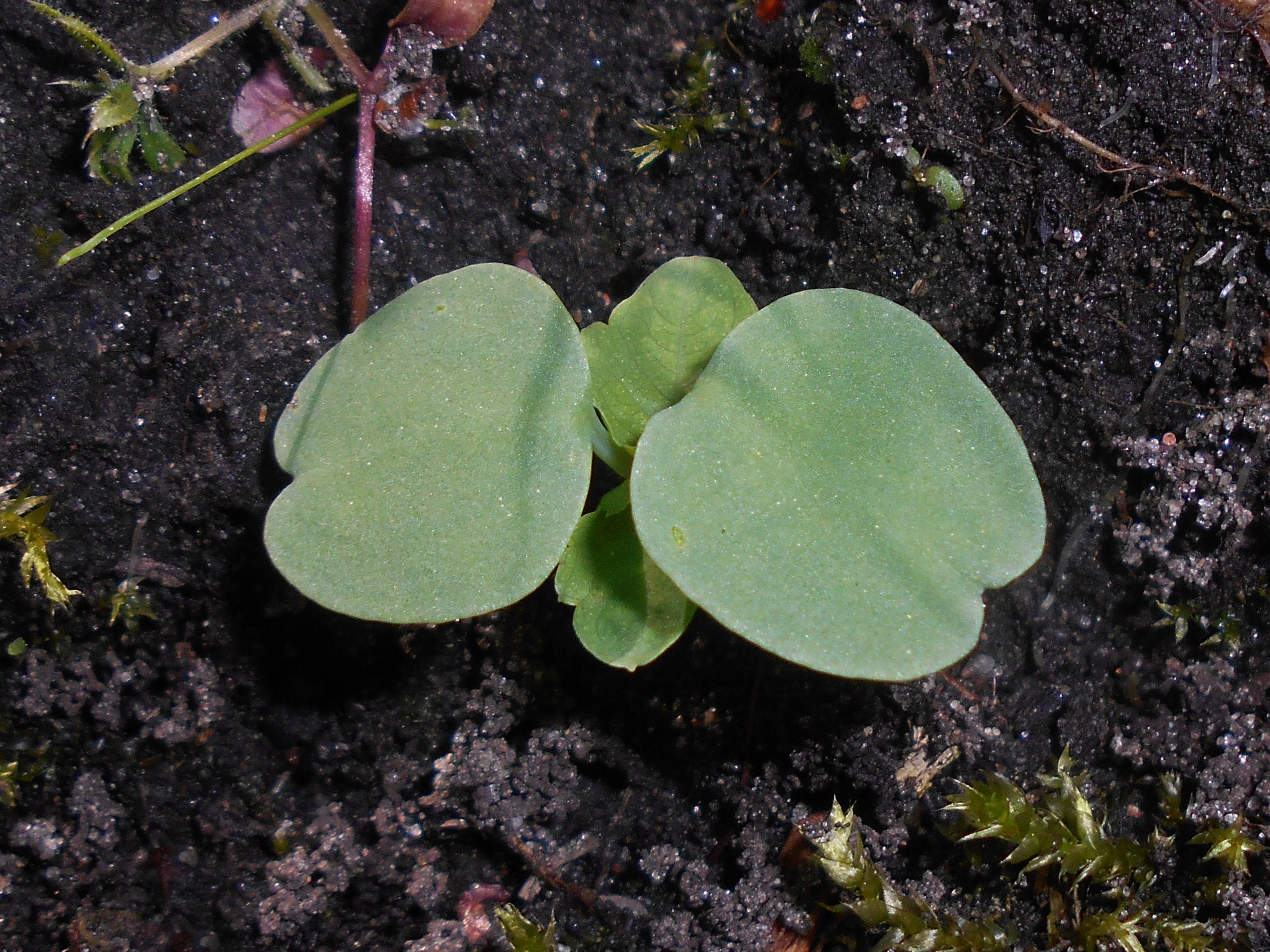
Siewka z liścieniami i rozwijającymi się pierwszymi liśćmi właściwymi

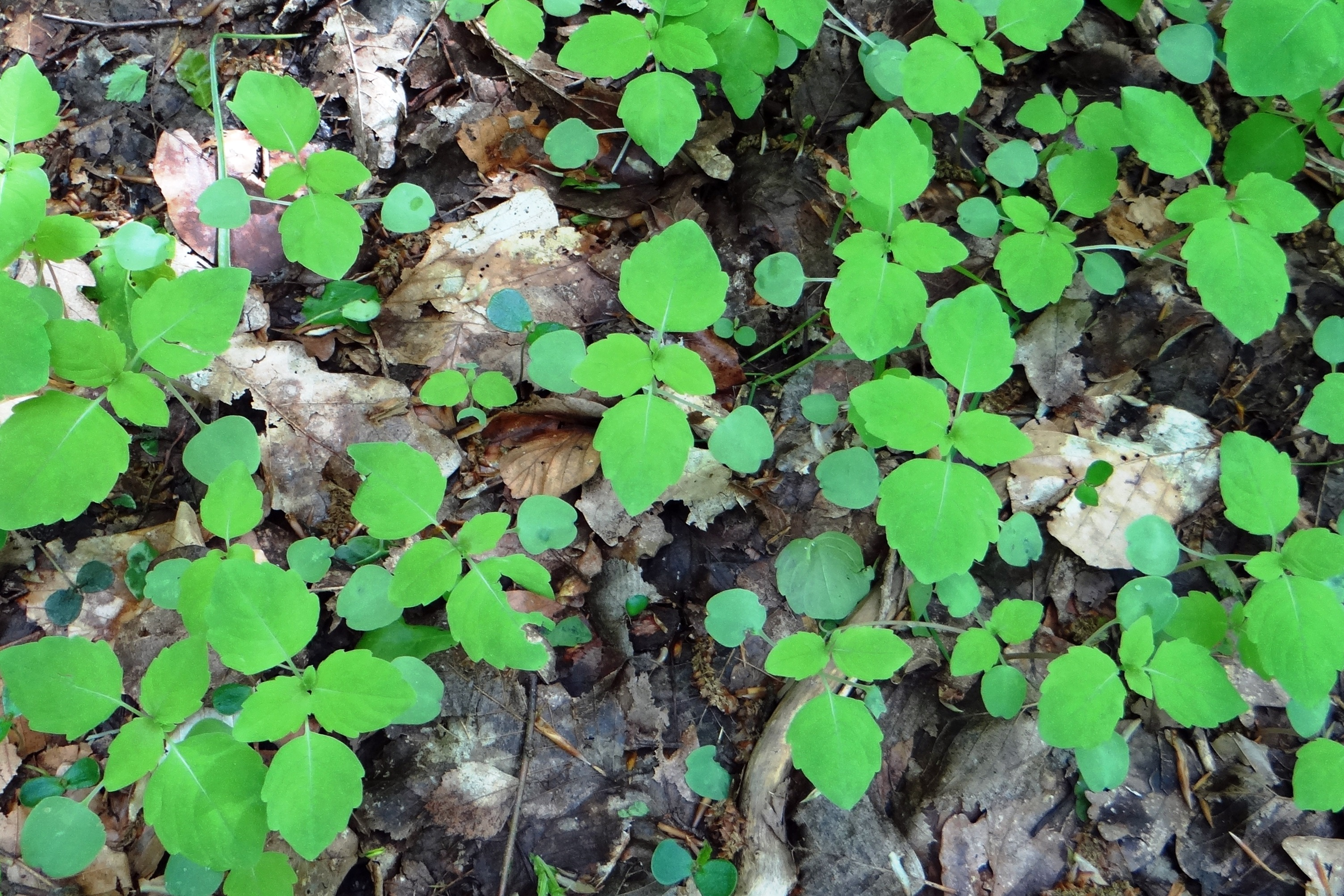
Młode rośliny w ostatniej dekadzie maja

Roślina jednoroczna. Rozmnaża się wyłącznie za pośrednictwem nasion. W zależności od warunków klimatycznych kiełkowanie zaczyna się od końca lutego do początków marca. Trwa przez kilka tygodni. Rośliny rozwijające się szybciej dojrzewają, a te spóźnione po przegraniu konkurencji o światło – obumierają. Szybciej rozwijające się rośliny są bardziej podatne na uszkodzenie przez mróz. Niemal wszystkie nasiona kiełkują w następnym roku po ich powstaniu, bardzo nieliczne zachowują zdolność kiełkowania do kolejnego roku. 
Kwiaty pojawiają się przez cały lipiec i sierpień. Początkowo pylniki zasłaniają znamię i owady odwiedzające kwiat tylko obsypują się pyłkiem. Kolejnego dnia pylniki odpadają odsłaniając znamię słupka gotowe wówczas do zapylenia. Mechanizm ten zapobiega zapyleniu pyłkiem z tego samego kwiatu, nie zapobiega jednak przed zapyleniem pyłkiem z tej samej rośliny. Owady dokonujące zapylenia wabione są nektarem wydzielanym w długiej ostrodze kwiatowej. Do kwiatów przylatują zwykle błonkoskrzydłe z rodzajów Bombus, Apis, Lastoglossum oraz muchówki. Niektóre owady rabują nektar wygryzając otwory w ostrodze kwiatowej. Po zapyleniu korona kwiatowa odpada, a owoce dojrzewają w ciągu 2 tygodni. W kwiatach klejstogamicznych dochodzi do samozapylenia, gdy tylko te niewielkie, zamknięte kwiaty osiągają 2–3 mm długości. Owoce powstające z tych kwiatów zawierają tylko 1-5 nasion i dojrzewają już w ciągu tygodnia. Kwiaty klejstogamiczne są nieliczne u roślin rozwijających się w dobrych warunkach świetlnych, wykształcają się częściej u roślin rosnących w silnym zacienieniu. 
Rośliny pozostają zielone do nadejścia mrozów lub zamierają we wrześniu.
RozsiewanieZewnętrzne ściany owocu zbudowane są z komórek miękiszowych o cienkich ścianach i wysokim (około 20 atm) turgorze. Mają one tendencję do rozciągania się w kierunku dłuższej osi owocu, czemu przeciwstawiają się włókna kolenchymy w wewnętrznej części owocu. W trakcie dojrzewania owocu między warstwą wewnętrzną i zewnętrzną rośnie napięcie. Szwy między blaszkami owocolistków zrośniętymi w rurkę we wnętrzu owocu ulegają rozpuszczeniu i w końcu przy potrąceniu owocu dochodzi do gwałtownego rozpadu jego ścianek. Ścianki te zwijają się do wnętrza owocu, wyrzucając nasiona na zewnątrz (ballochoria) na odległość do 2 m. Ponieważ dochodzi do rozerwania tkanek, jest to proces nieodwracalny (odmiennie od ruchów nastycznych). Typowy dla niecierpków dystans rozsiewania ballochorycznego jest w porównaniu z niektórymi innymi sposobami rozsiewania dość krótki; ale też celem takiego typu rozsiewania jest nie tyle dyspersja nasion na znaczne odległości, ile raczej uchronienie ich przed zjedzeniem przez roślinożerców, uruchamiających mechanizm wyrzutu diaspor w czasie zjadania rośliny.
SiewkiSą nagie (czasem epikotyl bywa omszony). Hipokotyl osiąga od 2 do 6 cm. Dwa liścienie osadzone są na ogonkach o długości 1–1,5 cm; ich blaszka jest jajowata i na szczycie wyraźnie wcięta. Epikotyl osiąga do 0,8 cm długości. Pierwsze liście mają ogonki do 0,5 cm długości i blaszkę do 2 cm długości, kształtu jajowatego, o nasadzie zaokrąglonej, a szczycie zaokrąglonym, nieco wyciętym lub mniej lub bardziej zaostrzonym. Brzeg blaszki jest zatokowo karbowany.

### Cytologia i biochemia
Intensywny żółty barwnik obecny w płatkach kwiatów składa się z polarnych karotenoidów, głównie z acetylowanej wiolaksantyny i luteiny epoksydowej. W znacznie mniejszych ilościach występują: kryptoksantyna, kryptoksantyna epoksydowa i neoksantyna. Barwniki znajdują się w chromoplastach, mających zarówno postać cylindryczną, jak i błoniastą.
Liczba chromosomów 2n = 20, 40. Rośliny tetraploidalne (2n=40) stwierdzone zostały w Polsce.

## Ekologia

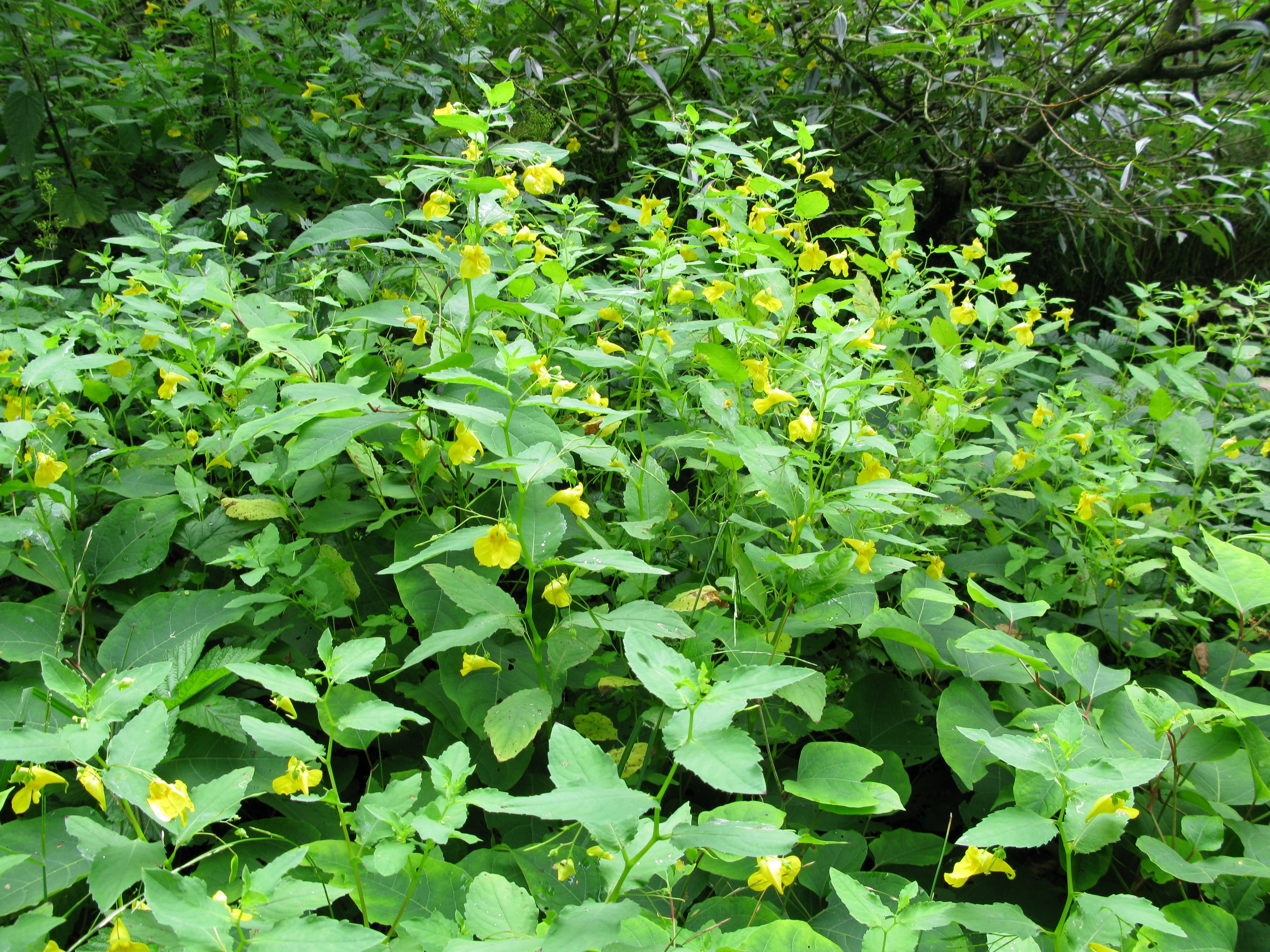
Skupienie roślin w runie leśnym

### Siedlisko
Porasta cieniste miejsca w wilgotnych lasach liściastych i iglastych, zwykle w buczynach, łęgach, w świerkowych lasach mieszanych. Preferuje gleby wilgotne i mokre, bogate w próchnicę, napowietrzone, ilaste i gliniaste, w bliskości źródlisk i ruchomych wód gruntowych, w dolinach rzek i strumieni oraz nad jeziorami. Często rośnie na glebach mulistych, zalewanych podczas wezbrań rzek, w misach jeziornych rośnie w miejscach z okresowo stagnującą wodą. Jest gatunkiem nitrofilnym i przywiązanym do stanowisk cienistych i półcienistych. W lasach związany jest zwłaszcza z wczesnymi fazami sukcesji, w tym także po pożarach, na porzuconych łąkach pojawia się po rozwinięciu się zarośli gatunków leśnych. W drzewostanach dojrzałych utrzymuje się wzdłuż drobnych cieków oraz w miejscach zaburzonych – w lukach po wiatrowałach, w miejscach przekształcanych przez zwierzęta lub zabiegi gospodarcze związane z pozyskaniem drewna. Na terenach górskich występuje po piętro regla dolnego (w Tatrach do wysokości 1200 m n.p.m.). Gatunek na wszystkich etapach rozwoju jest bardzo wrażliwy na mróz.
Na poszczególnych stanowiskach pojawia się w bardzo zmiennej w różnych latach liczebności, przy czym często tworzy niemal jednogatunkowe płaty. Zagęszczenie roślin bywa bardzo zmienne – od pojedynczych roślin do 200 lub nawet blisko tysiąca na 1 m² w przypadku młodych siewek. Mniejsze zagęszczenie stwierdzane jest w lasach łęgowych, gdzie rośliny wyrastają bardziej okazałe, w grądach rosną w większym zagęszczeniu, ale osiągają tam mniejsze rozmiary. Szczególnie wysokie zagęszczenie, przy tym roślin silnie rosnących, stwierdzono na przydrożach śródleśnych.

### Fitosocjologia
W klasyfikacji zbiorowisk roślinnych niecierpek uznaje się za gatunek charakterystyczny dla O. Fagetalia. W buczynach przywiązany jest do wilgotniejszych wariantów z udziałem takich gatunków w runie jak: czartawa pospolita, czyściec leśny i kostrzewa olbrzymia. W wielogatunkowych zboczowych lasach jaworowych z leszczyną i jesionem wyniosłym rośnie na cienistych stokach północnych. W różnych zbiorowiskach grądowych bywa dominantem w runie, zwłaszcza w wariantach wilgotnych, w których najliczniej towarzyszą mu takie gatunki jak: wietlica samicza, pokrzywa zwyczajna, czartawa pospolita i czyściec leśny. Bardzo licznie rośnie też w lasach zalewowych – w łęgach topolowych z topolą czarną i olszowych z olszą czarną. Jest gatunkiem nierzadkim także w olszynach bagiennych.

### Oddziaływania międzygatunkowe

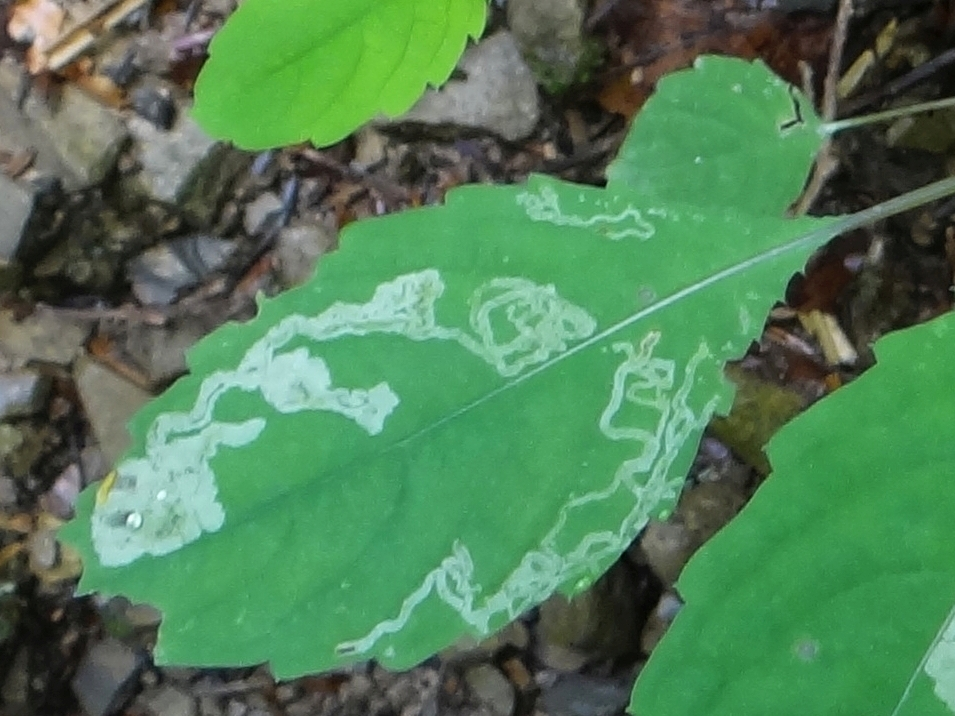
Miny na liściu powstałe w wyniku żerowania larwy muchówki Phytoliriomyza melampyga

Liście niecierpka pospolitego są chętnie zgryzane przez bydło i zwierzynę płową. Gatunek ten jest też jedyną rośliną żywicielską dla miernikowca Eustroma reticulatum. Jego liście minują larwy muchówki Phytoliriomyza melampyga. Pasożytują na nim niektóre gatunki grzybów i grzybopodobnych lęgniowców: Podosphaera balsaminae wywołujący mączniaka prawdziwego, Plasmopara obducens wywołujący mączniaka rzekomego i Phyllosticta impatientis. Na liściach tego niecierpka odkryto w Wigierskim Parku Narodowym w 2021 nowy dla nauki gatunek grzyba z klasy Sordariomycetes – Plectosphaerella vigrensis.
Niecierpek pospolity zmniejsza swoją liczebność w przypadku konkurowania z jeżynami, orlicą pospolitą i pokrzywą zwyczajną.  

## Systematyka i zmienność
Niecierpek pospolity jest gatunkiem typowym rodzaju Impatiens. Rodzaj ten obfituje w gatunki – jest ich ponad 1000. Przez długi czas stosowano w klasyfikacji taksonów wewnątrz tego rodzaju koncepcje opublikowane na przełomie XIX i XX wieku. W świetle znanego współcześnie zróżnicowania w obrębie rodzaju i wiedzy o jego filogenezie wiadomo, że dawne systemy nie odzwierciedlają najbardziej prawdopodobnych relacji filogenetycznych. Wziąwszy pod uwagę tylko cechy DNA plastydowego, najbliżej spokrewnionymi z niecierpkiem pospolitym zdają się być gatunki I. edgeworthii i I. scabrida, jednak złożone analizy uwzględniające różne cechy wskazują, że taksonem siostrzanym jest raczej I. capensis. Niezależnie od opcji niecierpek pospolity jest zagnieżdżony w kladzie obfitującym w gatunki, osiągającym centrum zróżnicowania w południowo-wschodniej Azji. 
W zależności od warunków ekologicznych gatunek jest bardzo zmienny fenotypowo. Na rozwój roślin wpływa zacienienie, wilgotność i żyzność siedliska. W niesprzyjających warunkach rozwijają się rośliny drobne, nierozgałęzione, z kwiatami klejstogamicznymi. W optymalnych warunkach rośliny osiągają ponad 1 m wysokości, są rozgałęzione i tworzą liczne kwiaty chasmogamiczne. W Japonii udokumentowano występowanie dwóch ekotypów – jeden kwitnący w czerwcu i zajmujący wyżej położone tereny i drugi kwitnący w lipcu na terenach niżej położonych. Różnice skutkują izolacją reprodukcyjną i utrzymują się w obszarach przejściowych, gdzie oba ekotypy występują obok siebie. Zarejestrowano także różnice morfologiczne między tymi ekotypami – w proporcji budowy liści, liczbie kwiatów, usytuowaniu pąków.
W obrębie gatunku wyróżniono kilka odmian:
- var. albiflora Schwarz – Europa środkowa. Kwiaty białe z żółtawym odcieniem, mniejsze niż u formy typowej[8],
- var. micrantha Rouy & Fouc. – Europa środkowa. Rośliny tylko z kwiatami klejstogamicznymi[8],
- var. pallescens Nakai – Daleki Wschód Azji,
- var. parviflora Kittagawa – Japonia.

Niecierpek pospolity może tworzyć mieszańce z niecierpkiem pomarańczowym, prawdopodobnie także z Impatiens ecalcarata.

## Nazewnictwo
Naukowa nazwa rodzajowa stworzona została przez Remberta Dodoensa i zachowana przez Karola Linneusza od łacińskiego słowa oznaczającego „niecierpliwy, drażliwy, niewytrzymały”. Nazwa ta nadana została tej roślinie, a w ślad za nią rodzajowi od łatwo pękających przy byle dotknięciu owoców. Ta sama cecha była powodem nazwania tej rośliny przez Konrada Gesnera mianem noli me tangere, co znaczy po łacinie „nie dotykaj mnie”. Linneusz utworzył od tego określenia nazwę gatunkową.

## Zastosowanie
Jako roślinę leczniczą ziele niecierpka (Herba Impatientis) wykorzystywano dawniej w lecznictwie ludowym przy kamicy nerkowej i dolegliwościach pęcherza moczowego. Stosowano je także zewnętrznie do leczenia hemoroidów. Roztarte pędy pomagają przy stłuczeniach i ranach, łagodzą także skutki poparzenia pokrzywą.
Niecierpek może być wykorzystywany jako roślina jadalna. Szczególnie nasiona mają przyjemny orzechowy smak i mogą być spożywane surowe. Pędy można jeść po dłuższym gotowaniu i po odlaniu wody – surowe powodują mdłości. Ponieważ zawierają duże ilości szczawianów, spożywanie odradza się osobom chorującym na dnę moczanową i kamicę nerkową.
Barwnik zawarty w kwiatach służył do farbowania włosów na czerwono. Barwnik także z kwiatów, ale też i z liści wykorzystywano do barwienia wełny na żółto.

## Uprawa
RozmnażanieWyłącznie przez nasiona. Przy zbiorze w końcu lata należy uważać, ponieważ przy lekkim nawet dotknięciu dojrzałe torebki gwałtownie rozrzucają nasiona. Miesięczna stratyfikacja chłodna znacznie poprawia wydajność kiełkowania. Nasiona najlepiej jest przechowywać w temperaturze 5 °C. Przy dużych zasobach nasion można je wysiewać jesienią do gruntu. W innym przypadku lepiej wysiać je wiosną w szklarni. Po skiełkowaniu siewki należy przesadzić na miejsce docelowe po upewnieniu się, że nie będą już narażone na mróz.
Wymagania i pielęgnacjaRoślina wymaga wilgotnego podłoża i regularnego podlewania. Poza tym nie jest wymagająca w odniesieniu do gleby i nasłonecznienia.